# Hiroshi Shiibashi
Hiroshi Shiibashi (椎橋寛?, Shiibashi Hiroshi; Suita, 6 giugno 1980) è un fumettista giapponese, creatore della saga I signori dei mostri. Ha lavorato come assistente di Hirohiko Araki in Steel Ball Run.

## Carriera
- 2002: Debutta in Business Jump illustrando una oneshot intitolato "Aratama" (璞〜ARATAMA〜), scritto da Saori Uemura ((植村 沙織,      Uemura Saori).

- 2003: È apparso nel numero di Capodanno della rivista dell'Università delle Arti di Osaka, con una one shot intitolato "Le zanne di Kyūso"   (窮鼠の牙, Kyūso no Kiba). È stato anche responsabile delle illustrazioni per il romanzo di Saori Uemura "le illusioni di una donna Stupida" (バカな女の妄想, Baka na onna no mōsō). Nel numero di primavera della stessa rivista, ha illustrato una one shot intitolata Aka-tuki (Aka-Tuki 〜 赤 月 〜), scritto da Kengo Kaji (梶研 吾?, Kaji Kengo).

- 2004: È apparso nel sesto numero dell'anno di Business Jump con "Silver Tray" (銀の盆, Kin no bon) e nel 24° rilascio nello stesso anno con "Il dizionario Akira Shin" (新明釈国語辞典, Shin akira kokugojiten).

- 2005: È apparso nell'edizione di primavera di College Manga con "Falconer delle montagne" (山脈のファルコナー, Yamanami no fuarukonaa), nel numero estivo con "Rakuda no Kobu" (ラクダのこぶ) e nel numero di autunno illustrando "Bulb Lilly" di Saori Uemura.

- 2006: È stato pubblicato nell'edizione di primavera di Akamaru Jump con Nurarihyon no Mago.

- 2007: Viene pubblicato nel corso dei 35 volumi dell'anno di Weekly Jump con Nurarihyon no Mago e ha vinto la terza edizione del torneo Golden Future Cup.

- 2008: Nurarihyon no Mago viene serializzato nei seguenti numeri dell'anno di Weekly Jump, come prima serie di Hiroshi Shiibashi.

- 2010-2011: Nurarihyon no Mago viene trasposto in due serie anime.

- 2014: Illegal Rare viene serializzato all'interno di Weekly Jump. Si chiuderà in 4 volumi.

- 2016: Tokyo Kigotanpou , dalla durata di 1 volume , viene pubblicato su Shonen Jump Giga.

- 2019: Yui Kamio Lets Loose viene serializzato all'interno di Weekly Shonen Jump. Si chiuderà in 4 volumi.